# Acacia Mate
Acacia Mate (ur. ?) – mozambicka lekkoatletka.
Brała udział w biegu na 400 metrów kobiet na Letnich Igrzyskach Olimpijskich 1980, zajmując 8. miejsce. Była pierwszą kobietą, która reprezentowała Mozambik na igrzyskach olimpijskich.